# Dudley
Dudley – miasto w Wielkiej Brytanii, w Anglii w hrabstwie West Midlands, w dystrykcie Dudley na południe od Wolverhampton, będące częścią konurbacji Black Country. W 2021 roku liczyło 64 270 mieszkańców.

## Gospodarka
W mieście rozwinął się przemysł maszynowy, metalowy, chemiczny, włókienniczy, elektronicznych, materiałów budowlanych oraz hutniczy.

## Historia
Dudley zostało wspomniane w Domesday Book (1086) jako Dudelei. Od początku istnienia miejscowości na wzgórzu pod miastem był zamek, przebudowany i rozbudowany w XIII wieku. Miasto zindustrializowało się podczas rewolucji przemysłowej; wydobywano tu węgiel i wapień.
Na terenie zamku Dudley odkryto najstarsze prezerwatywy w Anglii i najprawdopodobniej w świecie, wywodzące się z roku 1640.